# 卢甘斯克人民共和国国徽
卢甘斯克人民共和国国徽现行版本是2014年10月启用的国徽。是一个类似社会主义纹徽样式的国徽，中间为红色五角星，周围为麦穗，麦穗周围为国旗绶带，绶带下面带有俄文国名卢甘斯克人民共和国，麦穗顶部有八角星，绶带外围有环围的树叶。
卢甘斯克人民共和国7月设计的国徽为绶带、麦穗以及白马、树濑、火焰、和阳光组成的类盾徽。
卢甘斯克人民共和国国徽类似白俄罗斯国徽与苏联国徽类似。

## 歷代盧甘斯克地區徽章
- 卢甘斯克州州徽
- 卢甘斯克州簡化州徽
- 原卢甘斯克人民共和国国徽
- 原卢甘斯克人民共和国国徽
- 新俄罗斯国徽
- 盧甘斯克人民共和國國徽